# Wabaunsee County
Wabaunsee County ist ein County im Bundesstaat Kansas der Vereinigten Staaten. Der Verwaltungssitz (County Seat) ist Alma. Das U.S. Census Bureau hat bei der Volkszählung 2020 eine Einwohnerzahl von 6877 ermittelt.

## Geographie
Das County liegt im mittleren Nordosten von Kansas und hat eine Fläche von 2071 Quadratkilometern, wovon sechs Quadratkilometer Wasserfläche sind. Es grenzt im Uhrzeigersinn an folgende Countys: Pottawatomie County, Shawnee County, Osage County, Lyon County, Morris County, Geary County und Riley County.

## Geschichte
Wabaunsee County wurde 1855 als Richardson County gebildet und gehört zu den ersten 33 Countys, die von der ersten Territorial-Verwaltung gebildet wurden. Im Februar 1859 wurde es umbenannt in Wabaunsee County, benannt nach einem Häuptling der Pottawatomie-Indianer.
12 Bauwerke und Stätten des Countys sind im National Register of Historic Places eingetragen (Stand 30. August 2017).

## Demografische Daten
Nach der Volkszählung im Jahr 2000 lebten im Wabaunsee County 6885 Menschen in 2633 Haushalten und 1958 Familien im Wabaunsee County. Die Bevölkerungsdichte betrug 3 Einwohner pro Quadratkilometer. Ethnisch betrachtet setzte sich die Bevölkerung zusammen aus 97,24 Prozent Weißen, 0,46 Prozent Afroamerikanern, 0,49 Prozent amerikanischen Ureinwohnern, 0,15 Prozent Asiaten, 0,06 Prozent Bewohnern aus dem pazifischen Inselraum und 0,60 Prozent aus anderen ethnischen Gruppen; 1,00 Prozent stammten von zwei oder mehr Ethnien ab. 1,86 Prozent der Bevölkerung waren spanischer oder lateinamerikanischer Abstammung.
Von den 2633 Haushalten hatten 33,5 Prozent Kinder unter 18 Jahren, die mit ihnen gemeinsam lebten. 64,3 Prozent waren verheiratete, zusammenlebende Paare, 6,3 Prozent waren allein erziehende Mütter und 25,6 Prozent waren keine Familien. 23,0 Prozent aller Haushalte waren Singlehaushalte und in 10,8 Prozent lebten Menschen mit 65 Jahren oder darüber. Die Durchschnittshaushaltsgröße betrug 2,57 und die durchschnittliche Familiengröße betrug 3,01 Personen.
26,7 Prozent der Bevölkerung waren unter 18 Jahre alt. 6,2 Prozent zwischen 18 und 24 Jahre, 26,7 Prozent zwischen 25 und 44 Jahre, 24,8 Prozent zwischen 45 und 64 Jahre und 15,6 Prozent waren 65 Jahre alt oder älter. Das Durchschnittsalter betrug 40 Jahre. Auf 100 weibliche Personen kamen 102,5 männliche Personen. Auf 100 erwachsene Frauen ab 18 Jahren kamen 101,3 Männer.
Das jährliche Durchschnittseinkommen eines Haushalts betrug 41.710 USD, das Durchschnittseinkommen einer Familie betrug 47.500 USD. Männer hatten ein Durchschnittseinkommen von 31.629 USD, Frauen 23.148 USD. Das Prokopfeinkommen betrug 17.704 USD.
5,8 Prozent der Familien und 7,3 Prozent der Bevölkerung lebten unterhalb der Armutsgrenze.

## Orte im County
- Allendorph
- Alma
- Alta Vista
- Bradford
- Eskridge
- Harveyville
- Hessdale
- Keene
- Maple Hill
- McFarland
- Newbury
- Paxico
- Vera
- Volland
- Wabaunsee
- Wilmington

Townships
- Alma Township
- Farmer Township
- Garfield Township
- Kaw Township
- Maple Hill Township
- Mill Creek Township
- Mission Creek Township
- Newbury Township
- Plumb Township
- Rock Creek Township
- Wabaunsee Township
- Washington Township
- Wilmington Township